# Drebel
Drebel – rodzaj statku lub łodzi, służący do przewozu żywych ryb. Dreblem nazywa się także dodatkową skrzynię na ryby, ciągniętą za łódką.